# Maxar Technologies
Maxar Technologies Inc. — компания со штаб-квартирой в Вестминстере, штат Колорадо, США, специализирующаяся на производстве космических аппаратов и сопутствующих услуг.  Компания специализируется в области производства спутников связи, ДЗЗ и обслуживания на орбите. Образована 5 октября 2017 года в результате объединения  DigitalGlobe и MDA Holdings Company. 
Maxar Technologies является материнской холдинговой компанией для Vricon со штаб-квартирой в Мак-Лейн, штат Вирджиния, DigitalGlobe со штаб-квартирой в Вестминстере, штат Колорадо, Radiant Solutions со штаб-квартирой в Херндоне, штат Вирджиния, и SSL (Space Systems/Loral) со штаб-квартирой в Пало-Альто, Калифорния:
- Vricon, дочерняя компания, осуществляющая трехмерную геопространственную аналитику на основе спутниковых данных.
- DigitalGlobe, производитель и поставщик спутниковых снимков высокого разрешения.
- Radiant Solutions, дочерняя компания, занимающаяся моделированием данных  и аналитикой спутниковых данных
- SSL, дочерняя компания, занимающаяся производством спутников[2]

Maxar Technologies котируется на фондовой бирже Торонто и Нью-Йоркской фондовой бирже как MAXR.
В мае 2019 года компания была выбрана поставщиком систем энергоснабжения и двигательной установки для Лунной орбитальной платформы, разработанной NASA.
30 декабря 2019 года компания объявила о заключении окончательного соглашения о продаже активов MDA консорциуму финансовых спонсоров во главе с Northern Private Capital за 765 миллионов долларов США .
16 декабря 2022 года Maxar объявила, что будет приобретена частной инвестиционной компанией Advent International за сумму 6,4 миллиарда долларов.
7 марта 2025 Maxar отключила украинским пользователям доступ к спутниковым снимкам «по административному запросу»[значимость факта?].